# Trochus ochroleucus
Trochus ochroleucus, tên thường gọi là ốc đỉnh miệng vàng, là một loài ốc biển, một động vật thân mềm chân bụng sống ở biển trong họ Trochidae.

## Mô tả
Kích thước của vỏ trưởng thành thay đổi từ 15 mm đến 35 mm. Vỏ lõm có hình chóp. Màu sắc là màu vàng isabella. Nó được điêu khắc bằng lirae subgranose rất tốt, khoảng 11 trên đường uốn áp chót, 40 đường trên thân. Các đường xoắn khá lồi, cơ thể hầu như không có góc cạnh. Rìa của rốn là vết lõm. Trụ rất xiên, không tan ở trên và kết thúc ở dưới trong một hàm răng đơn giản. Môi dày lên và có nếp gấp bên trong. Hình thức giống như Clanculus cruciatus (Linnaeus, 1758). Vỏ bao gồm 6 đến 7 đường xoắn khá tròn, phần thân không có góc cạnh để nói và có phần đáy khá lồi. Số lượng cinguli xoắn ốc dần dần tăng lên, do đó, trên vòng áp chót có khoảng 11 con, trên cơ thể có khoảng 40 con. Ở phần trên của chúng có dạng hạt rõ rệt, ở phần cuối gần như hoàn toàn mịn. Rốn khá hẹp, mép lõm vào. Cột sống rất xiên, không tự do ở trên, với một hàm răng nhỏ nhưng nổi bật ở dưới. Môi bên ngoài dày lên, bên trong có 5 nếp gấp, nhưng gần mép có nhiều nếp nhăn.

## Phân bố
Loài này xuất hiện ở Ấn Độ Dương và Thái Bình Dương ngoài khơi Philippines.